# Kostel Nejsvětější Trojice (Klášter)
Kostel Nejsvětější Trojice je raně barokní římskokatolický chrám v osadě Klášter I, součásti města Nová Bystřice v okrese Jindřichův Hradec. Byl postaven v letech 1668–1682 jakožto část zdejšího paulánského kláštera. Kostel je kulturní památkou České republiky.

## Historie
Původní kostel byl společně s nedalekým klášterem vypálen v roce 1533. Současný kostel byl vystavěn v roce 1668–1682 Giovannim Domenicem Osim podle projektu Francesca Carattiho. Klášter byl zrušen v roce 1785 Josefem II., zbourán byl roku 1959.

## Popis
Stavba obsahuje řadu hodnotných konstrukcí včetně detailů. Je zde vnitřní výzdoba raně barokními štukaturami, jejichž autorem je Giovanni Bartolommeo Cometa. Kněžiště je otočeno k západu, oltář je postaven na místě kde se stékají tři prameny, které vytékají ve studánce u kostela. Východní portál má řezbářsky zdobená dveřní křídla. V kostele se též nachází hlavní oltář se sochami českých patronů a obraz Rodiny Kristovy s Nejsvětější Trojicí od Kristiána Schrödera. Do přelomu tisíciletí byl v kostele vystaven také strom života, jemná dřevořezba ze 17.století, která byla v roce 2001 restaurována. Strom měří přibližně 2 metry a jsou na něm zobrazeny události ze závěru Kristova života a zároveň symbolika Nejsvětější Trojice, jíž je kostel zasvěcen.

## Fotogalerie

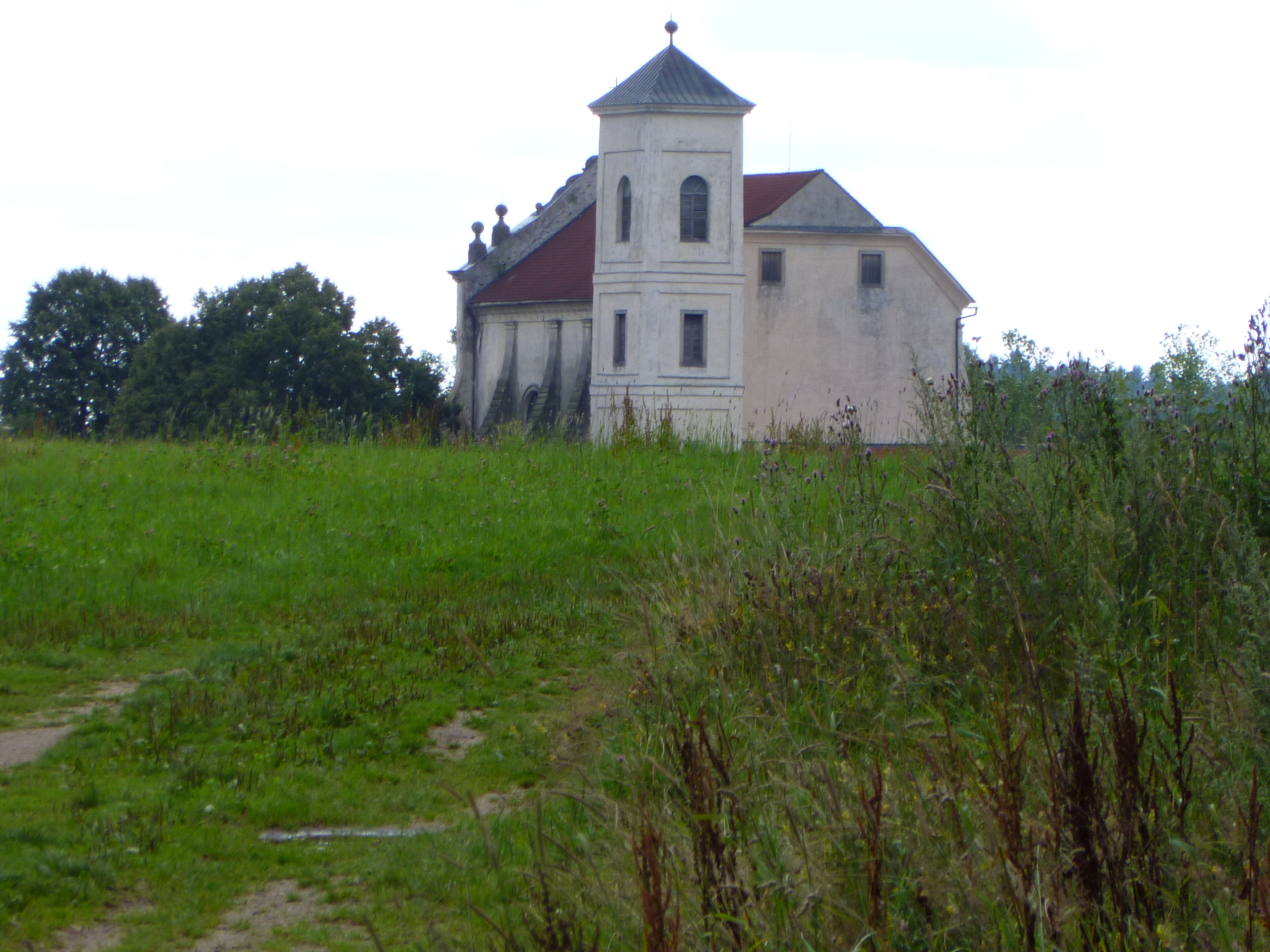
Pohled od západu
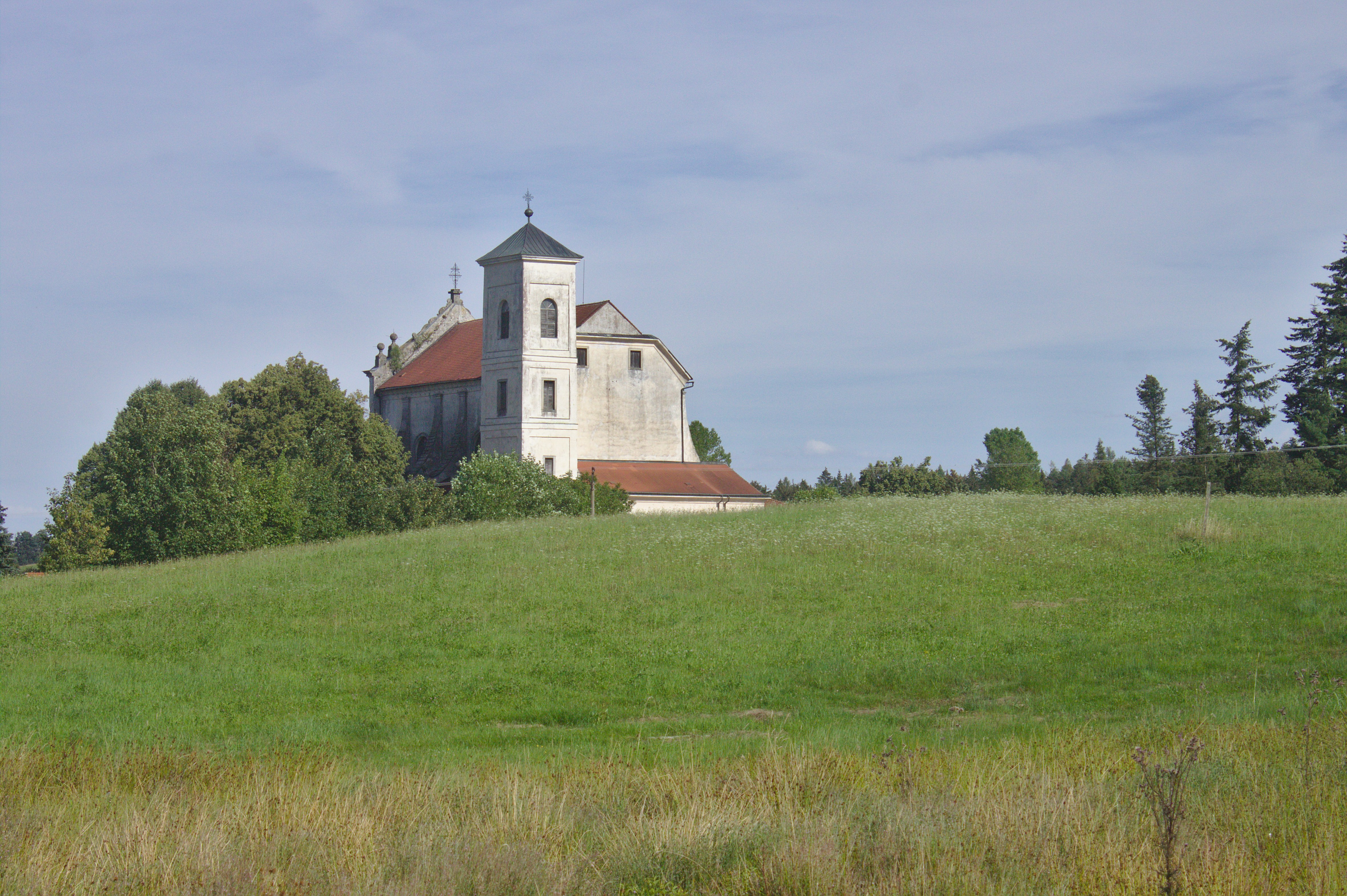
Pohled od severozápadu
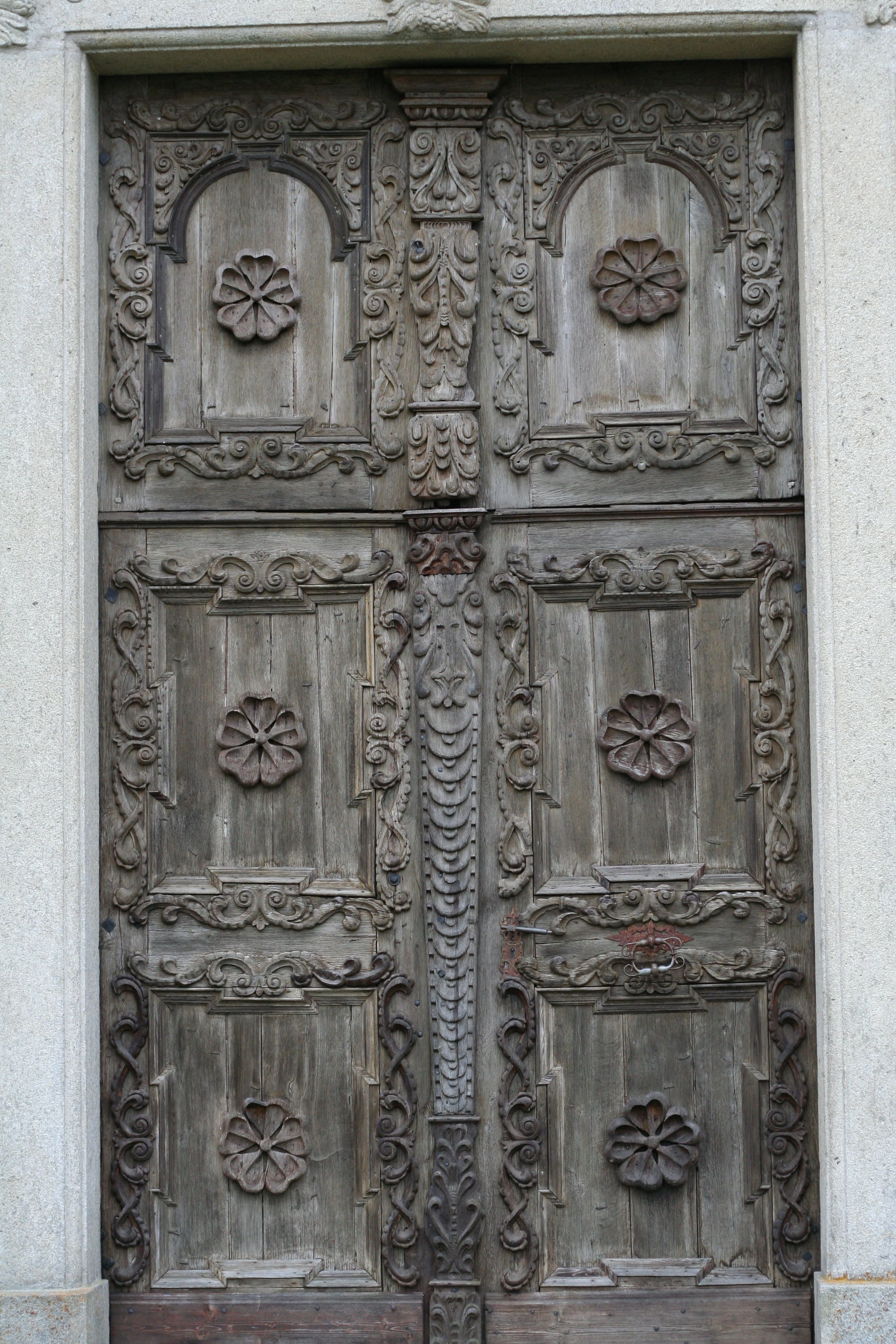
Vstupní portál na východní straně – detail dveří
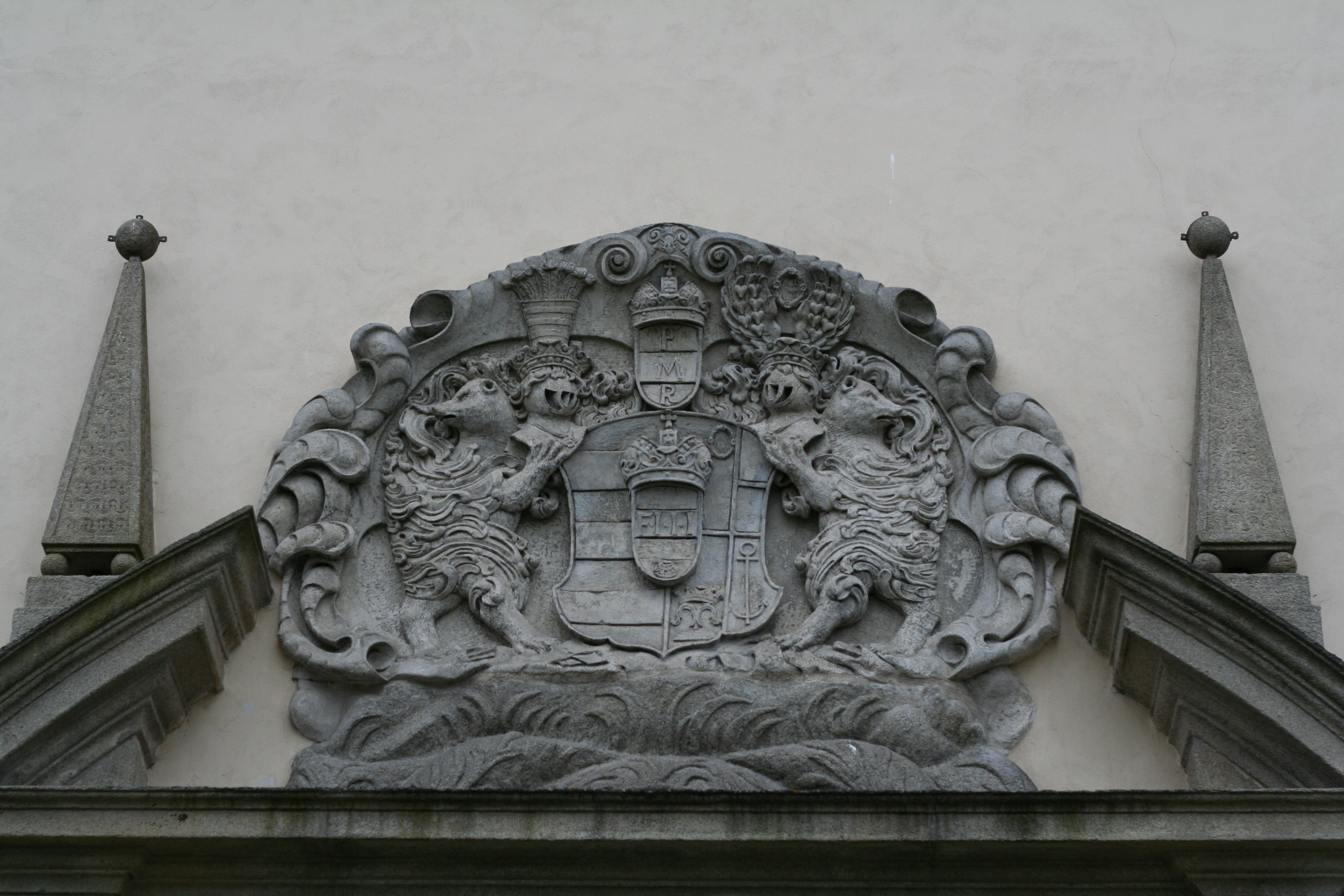
Reliéf nad portálem
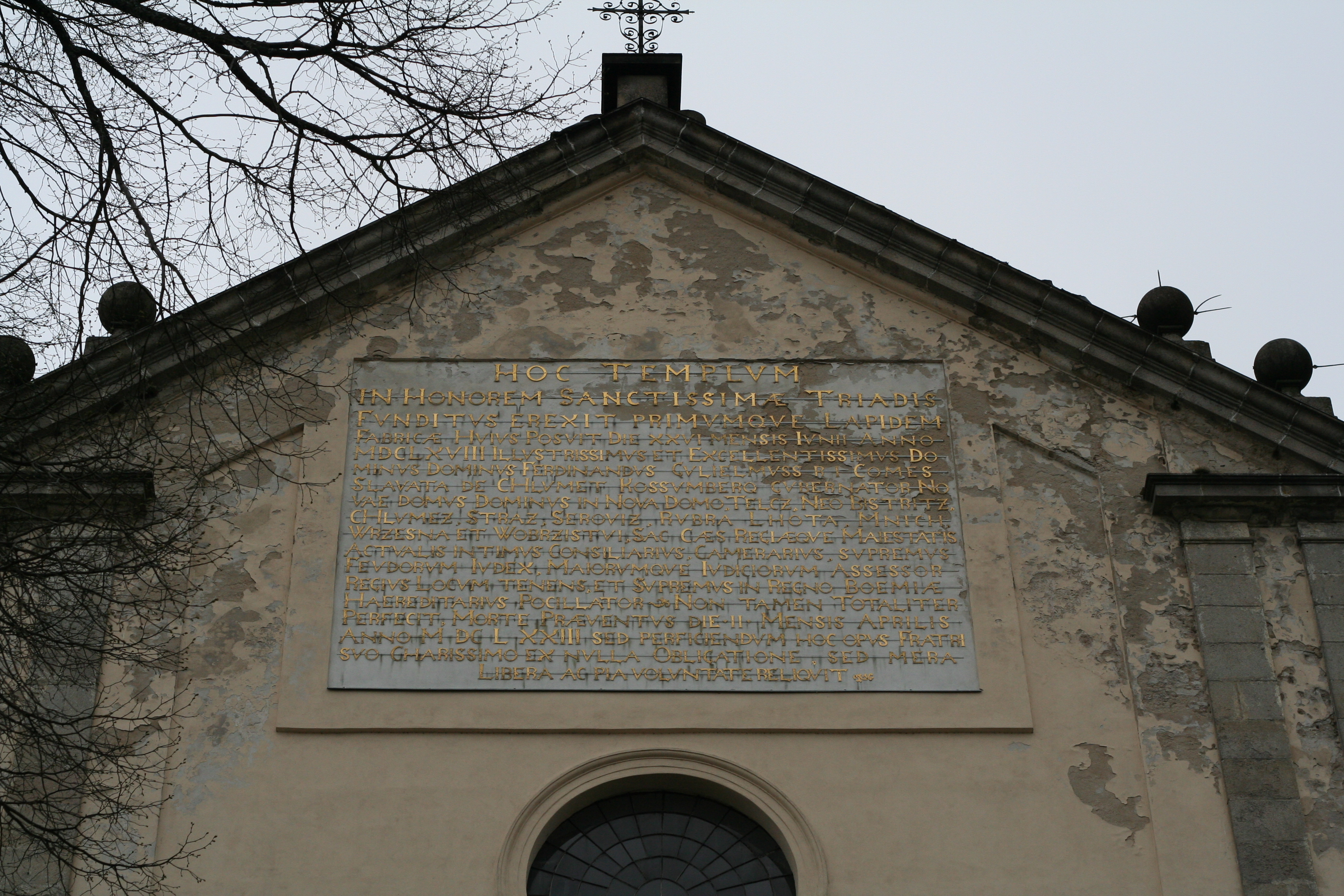
Nápis na východním štítu